# NGC 6940
NGC 6940 è un ammasso aperto evoluto visibile nella costellazione della Volpetta.

## Osservazione

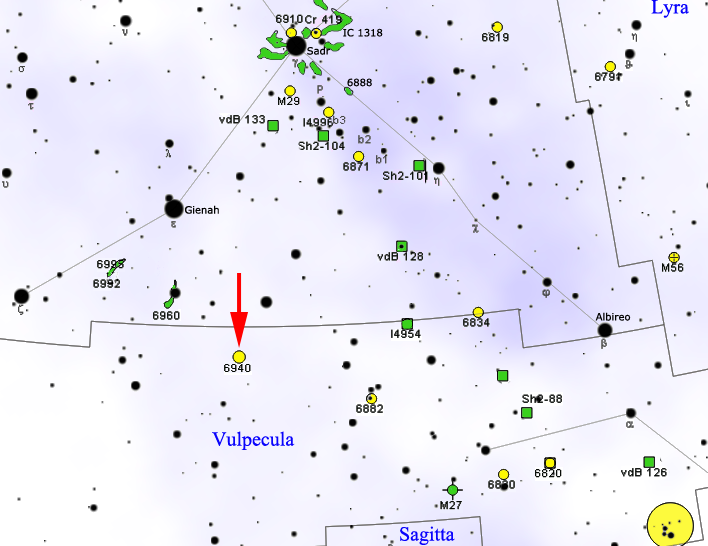
Mappa per individuare NGC 6940.

Si individua con facilità seguendo una concatenazione di stelle che partendo da Gienah (ε Cygni) arriva verso sud sulla 52 Cygni e poi verso sudovest sulla stella di sesta magnitudine HD 197120; si prosegue quindi nella stessa direzione. Attraverso un binocolo appare come una macchia nebulosa leggermente allungata in senso est-ovest con qualche debole stella sovrapposta e dominata da una stellina arancione di magnitudine 9, che però non appartiene fisicamente all'ammasso; la sua risoluzione è pienamente possibile con telescopi a partire da 150mm di apertura e bassi ingrandimenti, in cui sono evidenti diverse componenti di magnitudine 11 e 12 particolarmente addensate verso il centro.
Quest'ammasso può essere osservato da entrambi gli emisferi terrestri, sebbene la sua declinazione molto settentrionale favorisca discretamente gli osservatori dell'emisfero nord; dalle regioni boreali si presenta estremamente alto nel cielo nelle notti d'estate, mentre dall'emisfero australe resta sempre piuttosto basso, ad eccezione delle aree prossime all'equatore. È comunque visibile da tutte le aree abitate della Terra. Il periodo migliore per la sua osservazione nel cielo serale è quello compreso fra giugno e novembre.

## Storia delle osservazioni
NGC 6940 venne individuato per la prima volta da William Herschel nel 1784, attraverso un telescopio riflettore da 18,7 pollici; egli lo descrisse come un ammasso molto ricco di stelle molto deboli di simile magnitudine e disperse su un diametro di 20'. Il figlio John Herschel lo inserì nel General Catalogue of Nebulae and Clusters col numero 4591.

## Caratteristiche
NGC 6940 è un ammasso ricco e piuttosto vecchio, formato da almeno 170 componenti e con un'età stimata attorno ai 600 milioni di anni, anche se non mancano stime che la portano fino a 1,1 miliardi di anni; al suo interno sono presenti una ventina di giganti rosse, alcune delle quali sono doppie e variabili, come nel caso della variabile semiregolare FG Vulpeculae. La percentuale di stelle doppie appartenenti all'ammasso si aggira sul 25-33%.
L'ammasso ospita quattro sorgenti di raggi X, coincidenti probabilmente con stelle doppie con forti interazioni mareali, anche se in molti casi l'origine più plausibile delle emissioni sarebbe la forte attività magnetica negli strati convettivi più esterni di queste stelle, che sono tutte di età avanzata e di colore rosso-arancione. La distanza di NGC 6940 è stimata attorno ai 770 parsec (2510 anni luce) ed è situato sul bordo interno del Braccio di Orione, vicino ai banchi nebulosi della Fenditura del Cigno.